# آرثر بود
آرثر بود هو سياسي أسترالي، ولد في 25 سبتمبر 1870 في إبسوتش في أستراليا، وتوفي في 28 نوفمبر 1957 في مورويلومباه ‏ في أستراليا. انتخب عضو الجمعية التشريعية لنيو ساوث ويلز ‏ عن دائرة Electoral district of Byron ‏ (8 أكتوبر 1927 – 24 أبريل 1944).